# Cantón de Bergues
El cantón de Bergues era una división administrativa francesa, que estaba situada en el departamento de Norte y la región de Norte-Paso de Calais.

## Composición
El cantón estaba formado por trece comunas:
- Armbouts-Cappel
- Bergues
- Bierne
- Bissezeele
- Crochte
- Eringhem
- Hoymille
- Pitgam
- Quaëdypre
- Socx
- Steene
- West-Cappel
- Wylder

## Supresión del cantón de Bergues
En aplicación del Decreto nº 2014-167 de 17 de febrero de 2014, el cantón de Bergues fue suprimido el 22 de marzo de 2015 y sus 13 comunas pasaron a formar parte; nueve del nuevo cantón de Wormhout y cuatro del nuevo cantón de Coudekerque-Branche.